# Fredina esmeralda
Fredina esmeralda là một loài bướm đêm trong họ Noctuidae.